# کفشک میگو
کفشک میگو (نام علمی: Gastropsetta frontalis) نام یک گونه از تیره کفشک‌ماهیان دندان‌بزرگ است.